# Terry Deroover
Terry Deroover (Jette, 11 juni 1991) is een Belgisch basketballer.

## Carrière
Deroover speelde in de jeugd van BCU Ganshoren en BC Carnières. Hij maakte zijn profdebuut bij de Kangoeroes Mechelen waarmee hij in 2011 kampioen werd in de tweede klasse. Datzelfde jaar won hij de beker van Vlaanderen. Hij speelde van 2012 tot 2015 voor de Leuven Bears. Van 2015 tot 2017 speelde hij opnieuw voor Mechelen. Hij verliet de club in 2017 voor Liege Basket waar hij twee seizoenen doorbracht. Hij keerde in 2019 terug naar Kangoeroes Mechelen waar hij speelde tot het eind van het seizoen 2020/21.
Hij maakte de overstap naar Phoenix Brussels in 2021. In 2025 verliet hij de ploeg na vier jaar en ging spelen voor derdeklasser Basket Willebroek.

## Erelijst
- Belgische tweede klasse: 2011
- Beker van Vlaanderen: 2011
- All-star 3-punt contest :2018